# Думітру Стингачу
Думітру Стингачу (рум. Dumitru Stângaciu, нар. 9 серпня 1964, Брашов) — румунський футболіст, що грав на позиції воротаря.
Виступав, зокрема, за «Стяуа», а також національну збірну Румунії. Володар Кубка європейських чемпіонів та Суперкубка УЄФА.

## Клубна кар'єра
У дорослому футболі дебютував 1982 року виступами за «Брашов», взявши участь у 5 матчах чемпіонату.
У 1984 році перейшов у бухарестський «Стяуа», де став дублером Гельмута Дукадама. 1986 року, після уходу Дудакама, новий головний тренер Ангел Йорденеску зробив Стингачу основним воротарем клубу. 1988 року Стингачу поступився місцем у воротах Сілвіу Лунгу і був відданий в оренду в «Олт Скорнічешті». З 1990 року, після уходу Лунга, знову став основним воротарем, де виступав до 1995 року, провівши загалом 191 матч і став, разом з командою, сім разів чемпіоном Румунії, 3 рази віце-чемпіоном, 4 рази володарем Кубка Румунії, 2 рази фіналістом Кубка, 1 раз володарем Суперкубка країни, 1 раз переможцем Кубка європейських чемпіонів, 1 раз півфіналістом Кубка чемпіонів і 1 раз володарем Суперкубка УЄФА.
З 1995 по 1996 рік грав за турецький клуб «Ванспор», де провів 23 гри, після чого поповнив ряди «Коджаеліспора», за який виступав аж до завершення кар'єри гравця в 2001 році, провівши за цей час 94 матчі і став, разом з командою володарем Кубка Туреччини в 1997 році.

## Виступи за збірну
8 квітня 1992 року дебютував в офіційних іграх у складі національної збірної Румунії, вийшовши на заміну на 80-й хвилині товариського матчу зі збірною Латвії, який у підсумку завершився перемогою Румунії з рахунком 2:0. Останній раз зіграв за збірну 6 червня 1998 року в товариському матчі з збірної Молдови. Всього зіграв 5 матчів, в яких пропустив 1 гол (18 березня 1998 року від збірної Ізраїлю, цей м'яч в результаті став єдиним у матчі), в тому числі одну зустріч провів у відбірковому турнірі до чемпіонату світу 1998 року проти збірної Ліхтенштейну 29 березня 1997 року в Бухаресті, в тій зустрічі Думітру відстояв «на нуль», а його команда здобула перемогу з рахунком 8:0.
У складі збірної був учасником чемпіонату світу 1998 року у Франції, однак на поле не виходив.

## Тренерська кар'єра
Після завершення кар'єри гравця в 2001 році зайнявся тренерською діяльністю, ставши тренером воротарів у «Політехніці» з Тімішоари.
З 2006 року працював у тренерському штабі Дана Петреску у «Віслі», «Унірі» (Урзічень) та краснодарській «Кубані».
2012 року перейшов з Петреску в московське «Динамо», де працював в 2012—2014 роках. Потім продовжив спільну роботу з Даном в румунському «Тиргу-Муреші» і китайському «Цзянсу Сайнті».
У червні 2016 року разом з Петреску знову увійшов до тренерського штабу краснодарської «Кубані», проте вже в жовтні тренерський штаб пішов у відставку і незабаром перейшов в еміратський «Ан-Наср» (Дубай), де пропрацював один рік.

## Титули і досягнення
- Чемпіон Румунії (7):

«Стяуа»: 1984-85, 1985-86, 1986-87, 1987-88, 1992-93, 1993-94, 1994-95
- Володар Кубка Румунії (3):

«Стяуа»: 1984-85, 1986-87, 1987-88, 1991-92
- Володар Суперкубка Румунії (1):

«Стяуа»: 1994
- Володар Кубка європейських чемпіонів (1):

«Стяуа»: 1985-86
- Володар Суперкубка Європи (1):

«Стяуа»: 1986
- Володар Кубка Туреччини (1):

«Коджаеліспор»: 1996-97

### Нагороди
- Орден «За внесок у розвиток румунської спорту» II ступеня (2008)[5]

## Особисте життя
Крім румунської, Думітру володіє також англійською, турецькою, італійською і трохи іспанською мовами, під час роботи в Росії вивчав російську. Крім футболу, захоплюється лижами і тенісом.